# Horvatsko
Horvatsko es una localidad de Croacia situada en el municipio de Ivanec, en el condado de Varaždin. Según el censo de 2021, tiene una población de 171 habitantes.

## Geografía
Está ubicada a una altitud de 235 m s. n. m., a unos 85 km de la capital nacional, Zagreb.

## Demografía
| Gráfica de población de Horvatsko 1857-2021                        |
|                                                                    |
| Según los censos de población de la Oficina de Estadísticas Croata |